# Thajský baht
Thajský baht je národní měnou Thajska. Jeho ISO 4217 kód je THB, jedna setina se nazývá „satang“. Do oběhu pronikl v roce 1928, kdy nahradil do té doby používaný tical.

## Mince a bankovky
Platné mince, které se dnes v Thajsku používají, jsou raženy v nominálních hodnotách 1, 5, 10, 25, 50 satangů a dále 1, 2, 5, 10 bahtů. Bankovky v oběhu mají nominální hodnoty 20, 50, 100, 500, 1000 bahtů.
Mince nejnižších hodnot (1, 5 a 10 satangů) se již v oběhu téměř nevyskytují, přesto zůstávají zákonným platidlem. Kromě základní série mincí existuje i mnoho verzí mincí 1, 2, 5 a 10 bahtů, které byly vydány se změněným vzhledem jako pamětní oběžné mince. Tyto mince mají shodné parametry jako standardní mince, lze s nimi platit.
Na aversní straně všech bankovek 15. a 16. série je vyobrazen bývalý thajský král Pchúmipchon Adunjadét  (5. prosince 1927 – 13. října 2016) v generálské uniformě, na reversní straně jsou vyobrazeni bývalí thajští králové. Bankovky 17. série (poprvé uvedeny do oběhu 2018) mají na aversní straně krále Mahá Vatčirálongkón. Mince mají na aversní straně vyobrazené zdejší krále (tzn: v oběhu jsou i starší mince, na kterých jsou podobizny bývalých králů), reversní strany mincí nesou vyobrazení zdejších chrámů.